# Asanbosam
Asanbosam ist ein Vampiren ähnliches Fabelwesen, von dem die im Süden Ghanas lebenden Aschanti sowie einige Völker in Côte d’Ivoire (Elfenbeinküste) und Togo berichten. Ein Asanbosam unterscheide sich in seinem Aussehen kaum von normalen Menschen. Es soll bei ihnen Männer, Frauen und Kinder geben, die alle Zähne aus Eisen, Beine mit hakenartigen Fortsätzen und sechs Arme haben. Sie sollen im Urwald hausen, in den Ästen baumeln und jeden anfallen, der das Unglück hat, an ihrem Baum vorbeizukommen.